# 京都府道528号下野条上川口停車場線
京都府道528号下野条上川口停車場線（きょうとふどう528ごう しものじょうかみかわぐちていしゃじょうせん）は、京都府福知山市を通る一般府道である。

## 概要
福知山市字下野条から福知山市字下小田に至る。

### 路線データ
- 起点：福知山市字下野条（下野条交差点、国道176号交点）
- 終点：福知山市字下小田（JR西日本山陰本線 上川口駅前）

## 路線状況

### 重複区間
- 国道9号（福知山市字野花・十二橋交差点 - 福知山市字野花）

## 地理

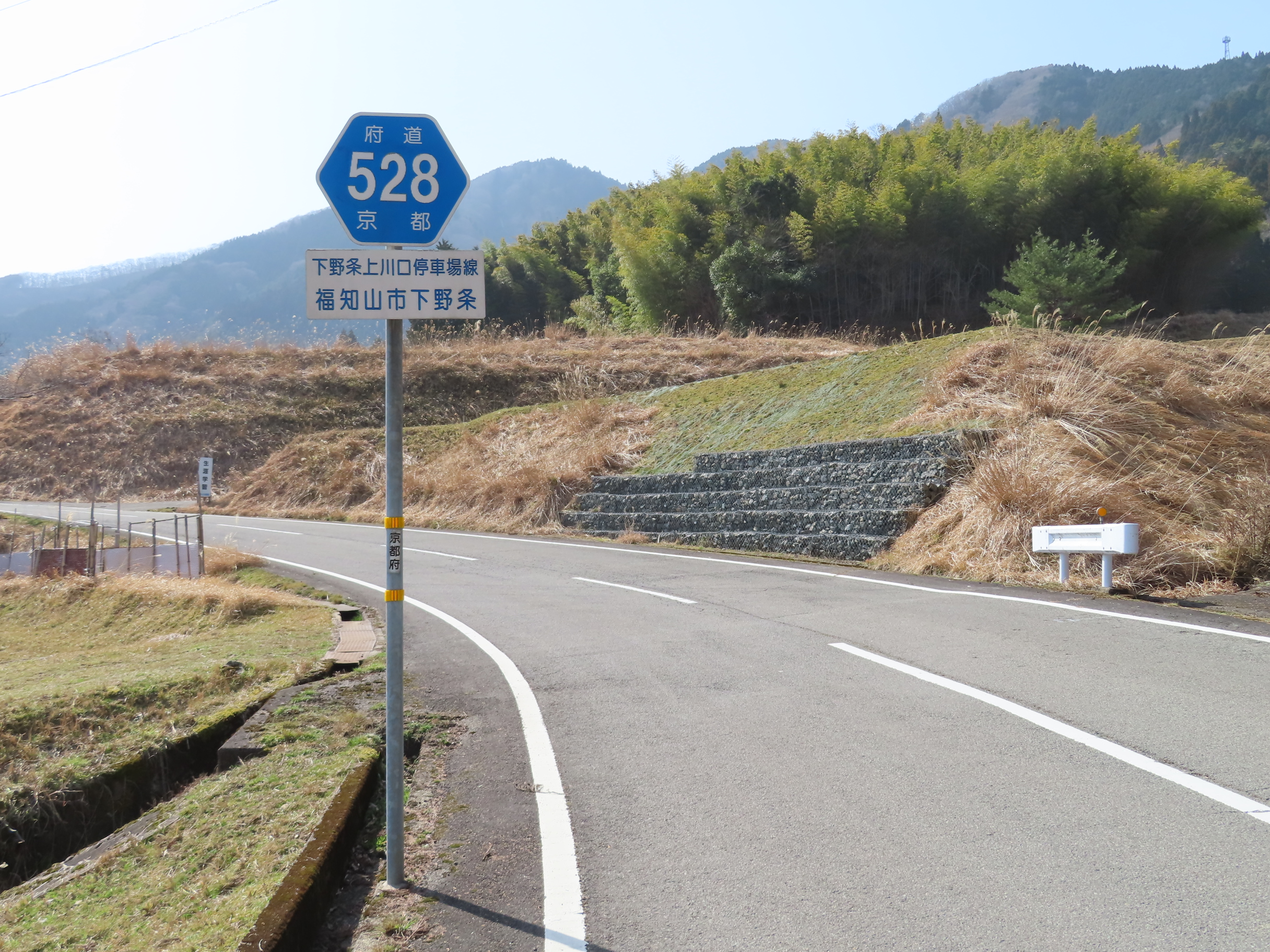
福知山市字下野条
2023年3月

### 通過する自治体
- 福知山市

### 交差する道路
| 交差する道路                  | 交差する場所 | 交差する場所        |
| ----------------------------- | ------------ | ------------------- |
| 国道176号 / 丹波路            | 字下野条     | 下野条交差点 / 起点 |
| 京都府道529号大呂下天津線     | 字大呂       |                     |
| 国道9号 / 山陰道 重複区間起点 | 字野花       | 十二橋交差点        |
| 国道9号 / 山陰道 重複区間終点 | 字野花       |                     |

### 沿線
- 御勝八幡宮
- 福知山市自然休養村キャンプ場
- 天寧寺
- 大呂自然休養村テニスコート
- 福知山市立上川口小学校、上川口保育園
- 長命寺
- 京都北都信用金庫 川口支店
- 福知山市立川口中学校
- JR西日本山陰本線 上川口駅